# Stefan Starszy z Wierzbna
Stefan Starszy z Wierzbna (zm. 9 kwietnia 1241 pod Legnicą) – dostojnik na dworze książąt śląskich Henryka I Brodatego i Henryka II Pobożnego, z rodu panów z Wierzbnej.

## Życiorys
Był synem Andrzeja, kasztelana głogowskiego. W grudniu 1208 roku uczestniczył w spotkaniu Henryka Brodatego z Władysławem Odonicem. Stefan był najpierw kasztelanem bolesławskim, później niemczańskim. W latach 1222–1223 brał udział w wyprawie krzyżowej Henryka Brodatego przeciwko Prusom. Poległ w bitwie z Mongołami pod Legnicą w 1241 roku.
Synami Stefana byli:
- Andrzej, który poległ wraz z ojcem pod Legnicą,
- Jan, doradca Henryka III Białego,
- Stefan Młodszy,
- Szymon z Wilkowa.

Przypuszczalnie córka Stefana wyszła za mąż za Budziwoja z Michałowa.